# Baraggia di Candelo
La Baraggia di Candelo, chiamata anche il Baraggione, è un'area naturale protetta del Piemonte e si trova all'interno della Riserva naturale orientata delle Baragge. È classificata come sito di interesse comunitario (SIC) e fa parte di Natura 2000.

## Territorio
La sua area comprende i comuni di Benna, Candelo, Cossato, Massazza, Mottalciata, Salussola, Valdengo, Verrone e Villanova Biellese che si trovano nella provincia di Biella. Ha una superficie di circa 1600 ettari.
Occupa un altopiano ai piedi delle prime prealpi biellesi, il torrente Cervo fa confine settentrionale e orientale, mentre ad occidente e a meridione è il torrente Ottina a delimitare la riserva naturale.
È caratterizzata da tre livelli di pianura di età differenti separate da scarpate. Si osservano morfologie calanchive per l'erosione dei torrenti e per quella del ruscellamento superficiale.
Il terreno della superficie sommitale di questa area naturale è argilloso, composto da materiali limosi trasportati dal vento. Il Baraggione è costituito da una balconata lunga diverse centinaia di metri che cade a strapiombo sulle rive del Cervo.

## Flora
La baraggia di Candelo è caratterizzata da diversi habitat, tra cui aree boschive che occupano circa il 70% del territorio e da brughiera. A livello degli antichi depositi fluviali terrazzati si trovano piccoli relitti di boschi, maggiormente di tipo cenoso formati dalla farnia (Quercus robur). Invece le pendici dei terrazzi sono composti da una macchia di querco-carpineto con all'interno l'infestante robinia (Robinia pseudoacacia) e il salice bianco (Salix alba). 
La parte rimanente del territorio è costituito da brughiera con l'intermezzo di piccole porzioni di arbusti e di piante, in special modo di betulla (Betula pendula).
Sono presenti molinieti, ossia prati umidi, costituiti da gramigna altissima (Molinia arundinacea). All'interno di questi due ultimi habitat si può osservare la genziana mettinborsa (Gentiana pneumonanthe), una specie rara e protetta della famiglia delle Gentianaceae.
Si può trovare vegetazione palustre dell’alleanza Rhynchosporion, che è caratterizzato dalla presenza di alcune specie rare o rarissime quali Rhynchospora fusca, Juncus bulbosus, un tipo di giunco e Drosera intermedia, una pianta carnivora. 
Nella zona pianeggiante del baraggione è presente in forma consistente il salice rosmarinifoglio (Salix rosmarinifolia), una specie molto rara nel resto di Italia. Infine si ricorda la presenza di Eleocharis acicularis ed Eleocharis carniolica che è considerata in via d'estinzione.

## Fauna
Per quanto riguarda la popolazione degli invertebrati sono state rilevate 50 specie di lepidotteri, tra cui si ricorda la Coenonympha oedippus, una farfalla che sta scomparendo nella maggior parte del suo territorio, e la  Quercusia quercus.
Si contano 27 specie di coleotteri e tra questi è importante la presenza di Agonum sordidum gridelli, un insetto che ha trovato in quest'area la zona più settentrionale del suo habitat.
La popolazione erpetica della baraggia di Candelo è costituita dal saettone (Zamenis longissimus), la rana agile (Rana dalmatina), la raganella padana (Hyla perrini) ed il tritone crestato (Triturus carnifex). Se si considera l'avifauna si osservano il falco pecchiaiolo (Pernis apivorus) e l’averla minore (Lanius collurio), entrambe nidificanti, il nibbio bruno (Milvus migrans), il nibbio reale (Milvus milvus) ed il calandro (Anthus campestris).